# Gare de Rombas - Clouange
Gare de Rombas - Clouange vasútállomás Franciaországban, Rombas településen.

## Vasútvonalak
Az állomást az alábbi vasútvonalak érintik:
- Saint-Hilaire-au-Temple-Hagondange-vasútvonal

## Kapcsolódó állomások
A vasútállomáshoz az alábbi állomások vannak a legközelebb:
- Gare de Moyeuvre-Grande
- Gare de Gandrange - Amnéville